# Olaszország az 1972. évi nyári olimpiai játékokon
Olaszország az NSZK-beli Münchenben megrendezett 1972. évi nyári olimpiai játékok egyik részt vevő nemzete volt. Az országot az olimpián 19 sportágban 224 sportoló képviselte, akik összesen 18 érmet szereztek.

## Érmesek
| Érem  | Versenyző                                                                              | Sportág       | Versenyszám              |
| ----- | -------------------------------------------------------------------------------------- | ------------- | ------------------------ |
| Arany | Graziano Mancinelli                                                                    | Lovaglás      | Egyéni díjugratás        |
| Arany | Klaus Dibiasi                                                                          | Műugrás       | Férfi egyéni toronyugrás |
| Arany | Angelo Scalzone                                                                        | Sportlövészet | Trap                     |
| Arany | Michele Maffei Mario Aldo Montano Mario Tullio Montano Rolando Rigoli Cesare Salvadori | Vívás         | Férfi kard, csapat       |
| Arany | Antonella Ragno-Lonzi                                                                  | Vívás         | Női tőr, egyéni          |
| Ezüst | Alessandro Argenton                                                                    | Lovaglás      | Egyéni lovastusa         |
| Ezüst | Franco Cagnotto                                                                        | Műugrás       | Férfi egyéni műugrás     |
| Ezüst | Novella Calligaris                                                                     | Úszás         | Női 400 m gyors          |
| Bronz | Pietro Mennea                                                                          | Atlétika      | Férfi 200 m              |
| Bronz | Paola Pigni                                                                            | Atlétika      | Női 1500 m               |
| Bronz | Giuseppe Bognanni                                                                      | Birkózás      | Kötöttfogás, 52 kg       |
| Bronz | Gian Matteo Ranzi                                                                      | Birkózás      | Kötöttfogás, 68 kg       |
| Bronz | Piero D'Inzeo Raimondo D'Inzeo Graziano Mancinelli Vittorio Orlandi                    | Lovaglás      | Csapat díjugratás        |
| Bronz | Franco Cagnotto                                                                        | Műugrás       | Férfi egyéni toronyugrás |
| Bronz | Silvano Basagni                                                                        | Sportlövészet | Trap                     |
| Bronz | Anselmo Silvino                                                                        | Súlyemelés    | 75 kg                    |
| Bronz | Novella Calligaris                                                                     | Úszás         | Női 800 m gyors          |
| Bronz | Novella Calligaris                                                                     | Úszás         | Női 400 m vegyes         |

## Atlétika
Férfi
| Versenyző                                                       | Versenyszám     | Előfutam | Előfutam | Előfutam | Negyeddöntő | Negyeddöntő | Negyeddöntő | Elődöntő | Elődöntő | Elődöntő | Döntő    | Döntő    |
| Versenyző                                                       | Versenyszám     | Idő      | Hely.    | Össz.    | Idő         | Hely.       | Össz.       | Idő      | Hely.    | Össz.    | Idő      | Helyezés |
| --------------------------------------------------------------- | --------------- | -------- | -------- | -------- | ----------- | ----------- | ----------- | -------- | -------- | -------- | -------- | -------- |
| Pasqualino Abeti                                                | 200 m           | 21,17    | 5.       | 27.*     | 21,00       | 6.          | 23.**       | kiesett  | kiesett  | kiesett  | kiesett  | kiesett  |
| Pietro Mennea                                                   | 200 m           | 20,53    | 1.       | 1.       | 20,47       | 1.          | 4.          | 20,52    | 2.       | 2.       | 20,30    |          |
| Franco Arese                                                    | 1500 m          | 3:44,0   | 1.       | 31.*     |             |             |             | 3:41,08  | 7.       | 7.       | kiesett  | kiesett  |
| Gianni Del Buono                                                | 1500 m          | 3:40,78  | 5.       | 8.       |             |             |             | 3:42,0   | 6.       | 18.      | kiesett  | kiesett  |
| Giuseppe Cindolo                                                | 10 000 m        | 33:03,4  | 16.      | 47.      |             |             |             |          |          |          | kiesett  | kiesett  |
| Marco Acerbi                                                    | 110 m gát       | 13,99    | 1.       | 10.      |             |             |             | 14,45    | 8.       | 15.      | kiesett  | kiesett  |
| Giuseppe Buttari                                                | 110 m gát       | kizárták | kizárták | kizárták |             |             |             | kiesett  | kiesett  | kiesett  | kiesett  | kiesett  |
| Sergio Liani                                                    | 110 m gát       | 13,95    | 2.       | 7.*      |             |             |             | 13,90    | 5.       | 9.       | kiesett  | kiesett  |
| Giorgio Ballati                                                 | 400 m gát       | 50,90    | 5.       | 21.      |             |             |             | kiesett  | kiesett  | kiesett  | kiesett  | kiesett  |
| Roberto Frinolli                                                | 400 m gát       | 51,69    | 7.       | 25.      |             |             |             | kiesett  | kiesett  | kiesett  | kiesett  | kiesett  |
| Franco Fava                                                     | 3000 m akadály  | 8:35,0   | 5.       | 17.**    |             |             |             |          |          |          | kiesett  | kiesett  |
| Antonio Brutti                                                  | Maraton         |          |          |          |             |             |             |          |          |          | 2:22:12  | 21.      |
| Franco De Menego                                                | Maraton         |          |          |          |             |             |             |          |          |          | 2:26:52  | 38.      |
| Renato Martini                                                  | Maraton         |          |          |          |             |             |             |          |          |          | 2:22:41  | 24.      |
| Vittorio Visini                                                 | 20 km gyaloglás |          |          |          |             |             |             |          |          |          | 1:32:30  | 8.       |
| Vittorio Visini                                                 | 50 km gyaloglás |          |          |          |             |             |             |          |          |          | 4:08:31  | 7.       |
| Domenico Carpentieri                                            | 50 km gyaloglás |          |          |          |             |             |             |          |          |          | 4:33:10  | 23.      |
| Abdon Pamich                                                    | 50 km gyaloglás |          |          |          |             |             |             |          |          |          | kizárták | kizárták |
| Vincenzo Guerini Ennio Preatoni Luigi Benedetti Pietro Mennea   | 4 × 100 m váltó | 39,29    | 2.       | 7.       |             |             |             | 39,21    | 4.       | 9.       | 39,14    | 8.       |
| Daniele Giovanardi Giacomo Puosi Lorenzo Cellerino Sergio Bello | 4 × 400 m váltó | 3:09,7   | 5.       | 16.      |             |             |             |          |          |          | kiesett  | kiesett  |

| Versenyző            | Versenyszám   | Selejtező                | Selejtező                | Döntő    | Döntő    |
| Versenyző            | Versenyszám   | Eredmény                 | Helyezés                 | Eredmény | Helyezés |
| -------------------- | ------------- | ------------------------ | ------------------------ | -------- | -------- |
| Enzo Del Forno       | Magasugrás    | 215 cm                   | 3.***                    | 215 cm   | 10.      |
| Gian Marco Schivo    | Magasugrás    | 215 cm                   | 19.                      | 210 cm   | 17.      |
| Renato Dionisi       | Rúdugrás      | érvényes kísérlet nélkül | érvényes kísérlet nélkül | kiesett  | kiesett  |
| Silvio Fraquelli     | Rúdugrás      | 480 cm                   | 15.                      | kiesett  | kiesett  |
| Giuseppe Gentile     | Hármasugrás   | 16,04 m                  | 16.                      | kiesett  | kiesett  |
| Armando De Vincentis | Diszkoszvetés | érvényes kísérlet nélkül | érvényes kísérlet nélkül | kiesett  | kiesett  |
| Silvano Simeon       | Diszkoszvetés | 59,78 m                  | 9.                       | 59,34 m  | 10.      |
| Mario Vecchiato      | Kalapácsvetés | 68,12 m                  | 8.                       | 70,58 m  | 9.       |
| Renzo Cramerotti     | Gerelyhajítás | 71,12 m                  | 20.                      | kiesett  | kiesett  |

Női
| Versenyző                                                          | Versenyszám     | Előfutam | Előfutam | Előfutam | Negyeddöntő | Negyeddöntő | Negyeddöntő | Elődöntő | Elődöntő | Elődöntő | Döntő   | Döntő    |
| Versenyző                                                          | Versenyszám     | Idő      | Hely.    | Össz.    | Idő         | Hely.       | Össz.       | Idő      | Hely.    | Össz.    | Idő     | Helyezés |
| ------------------------------------------------------------------ | --------------- | -------- | -------- | -------- | ----------- | ----------- | ----------- | -------- | -------- | -------- | ------- | -------- |
| Cecilia Molinari                                                   | 100 m           | 11,61    | 4.       | 24.      | 11,63       | 7.          | 22.         | kiesett  | kiesett  | kiesett  | kiesett | kiesett  |
| Laura Nappi                                                        | 100 m           | 12,02    | 5.       | 36.      | 12,13       | 8.          | 32.         | kiesett  | kiesett  | kiesett  | kiesett | kiesett  |
| Donata Govoni                                                      | 400 m           | 53,98    | 5.       | 32.      | 53,78       | 8.          | 28.         | kiesett  | kiesett  | kiesett  | kiesett | kiesett  |
| Donata Govoni                                                      | 800 m           | 2:05,24  | 6.       | 26.      |             |             |             | kiesett  | kiesett  | kiesett  | kiesett | kiesett  |
| Paola Pigni                                                        | 1500 m          | 4:09,53  | 1.       | 6.       |             |             |             | 4:07,83  | 2.       | 6.       | 4:02,85 |          |
| Maddalena Grassano Alessandra Orselli Laura Nappi Cecilia Molinari | 4 × 100 m váltó | 44,62    | 5.       | 10.      |             |             |             |          |          |          | kiesett | kiesett  |

| Versenyző    | Versenyszám | Selejtező | Selejtező | Döntő    | Döntő    |
| Versenyző    | Versenyszám | Eredmény  | Helyezés  | Eredmény | Helyezés |
| ------------ | ----------- | --------- | --------- | -------- | -------- |
| Sara Simeoni | Magasugrás  | 176 cm    | 6.***     | 185 cm   | 6.       |

* - egy másik versenyzővel azonos időt ért el

** - két másik versenyzővel azonos időt ért el

** - nyolc másik versenyzővel azonos eredményt ért el

## Birkózás
Kötöttfogású
| Versenyző         | Versenyszám | 1. forduló                       | 2. forduló                                | 3. forduló                          | 4. forduló                  | 5. forduló                          | 6. forduló                           | 7. forduló        | Döntő                                                                                         | Helyezés    |
| Versenyző         | Versenyszám | Ellenfél Eredmény                | Ellenfél Eredmény                         | Ellenfél Eredmény                   | Ellenfél Eredmény           | Ellenfél Eredmény                   | Ellenfél Eredmény                    | Ellenfél Eredmény | Ellenfél Eredmény                                                                             | Helyezés    |
| ----------------- | ----------- | -------------------------------- | ----------------------------------------- | ----------------------------------- | --------------------------- | ----------------------------------- | ------------------------------------ | ----------------- | --------------------------------------------------------------------------------------------- | ----------- |
| Lorenzo Calafiore | 48 kg       | Bernard Szczepański (POL) · 1-3  | Alfredo Olvera (MEX) · kétvállas          | Szotírisz Véndasz (GRE) · kétvállas | Sztefan Angelov (BUL) · 3-1 | Gheorghe Berceanu (ROU) · kétvállas |                                      |                   | kiesett                                                                                       | 6.          |
| Giuseppe Bognanni | 52 kg       | Hirajama Kóicsiró (JPN) · 3-1    | Vitalij Konsztantyinyov (URS) · kétvállas | Ahmet Tren (TUR) · 1-3              | erőnyerő                    | Jan Michalik (POL) · 1-3            |                                      |                   | 1. mérkőzés · Petar Kirov (BUL) · kétvállas · Hozott eredmény · Hirajama Kóicsiró (JPN) · 3-1 |             |
| Francesco Scuderi | 57 kg       | Józef Lipień (POL) · 3-1         | Ernst Hack (AUT) · 1-3                    | Khristo Traykov (BUL) · 3-1         | kiesett                     | kiesett                             | kiesett                              | kiesett           | kiesett                                                                                       | helyezetlen |
| Gian Matteo Ranzi | 68 kg       | Robert Buzzard (USA) · kétvállas | Josef Brötzner (AUT) · 0.5-3.5            | Heinz Rhyn (SUI) · kétvállas        | Seyyit Hışırlı (TUR) · 1-3  | Tanoue Takasi (JPN) · 1-3           | Samil Hiszamutgyinov (URS) · 3.5-0.5 |                   | Hozott eredmény · Samil Hiszamutgyinov (URS) · 3.5-0.5                                        |             |

Szabadfogású
| Versenyző            | Versenyszám | 1. forduló                  | 2. forduló                   | 3. forduló                      | 4. forduló                            | 5. forduló        | 6. forduló        | Döntő             | Helyezés    |
| Versenyző            | Versenyszám | Ellenfél Eredmény           | Ellenfél Eredmény            | Ellenfél Eredmény               | Ellenfél Eredmény                     | Ellenfél Eredmény | Ellenfél Eredmény | Ellenfél Eredmény | Helyezés    |
| -------------------- | ----------- | --------------------------- | ---------------------------- | ------------------------------- | ------------------------------------- | ----------------- | ----------------- | ----------------- | ----------- |
| Vincenzo Grassi      | 52 kg       | Bayu Baev (BUL) · 2-2       | Miguel Alonso (CUB) · 1-3    | John Kinsela (AUS) · 1-3        | Arszen Alahvergyiev (URS) · kétvállas | kiesett           | kiesett           | kiesett           | helyezetlen |
| Umberto Marcheggiani | 90 kg       | Michel Grangier (FRA) · 3-1 | Ronald Grinstead (GBR) · 2-2 | Günter Spindler (GDR) · 3.5-0.5 | kiesett                               | kiesett           | kiesett           | kiesett           | helyezetlen |
| Julio Tamussin       | 100 kg      | Ryszard Długosz (POL) · 3-1 | erőnyerő                     | Vasil Todorov (BUL) · 3.5-0.5   | kiesett                               | kiesett           |                   | kiesett           | helyezetlen |

## Cselgáncs
| Versenyző        | Versenyszám | Csoport | 1. forduló                            | 2. forduló                          | 3. forduló        | 4. forduló        | Vigaszág 1. forduló | Vigaszág 2. forduló | Vigaszág 3. forduló | Elődöntő          | Döntő             | Helyezés    |
| Versenyző        | Versenyszám | Csoport | Ellenfél Eredmény                     | Ellenfél Eredmény                   | Ellenfél Eredmény | Ellenfél Eredmény | Ellenfél Eredmény   | Ellenfél Eredmény   | Ellenfél Eredmény   | Ellenfél Eredmény | Ellenfél Eredmény | Helyezés    |
| ---------------- | ----------- | ------- | ------------------------------------- | ----------------------------------- | ----------------- | ----------------- | ------------------- | ------------------- | ------------------- | ----------------- | ----------------- | ----------- |
| Giuseppe Tommasi | Könnyűsúly  | A       | Wolfram Koppen (FRG) · V              | kiesett                             | kiesett           | kiesett           |                     |                     |                     |                   |                   | 19.         |
| Luciano Di Palma | Váltósúly   | B       | Csang Ingvon (Jang In-Gwon) (KOR) · V | kiesett                             | kiesett           | kiesett           |                     |                     |                     |                   |                   | 18.         |
| Nicola Tempesta  | Nehézsúly   | B       | erőnyerő                              | Douglas Nelson (USA) · visszalépett | kiesett           | kiesett           |                     |                     |                     |                   |                   | helyezetlen |

## Evezés
| Versenyző | Versenyszám              | Előfutam | Előfutam | Vigaszág | Vigaszág | Elődöntő | Elődöntő | Döntő   | Döntő   | Döntő   | Helyezés    |
| Versenyző | Versenyszám              | Idő      | Hely.    | Idő      | Hely.    | Idő      | Hely.    | Típus   | Idő     | Hely.   | Helyezés    |
| --- | ------------------------ | -------- | -------- | -------- | -------- | -------- | -------- | ------- | ------- | ------- | ----------- |
| Giampaolo Tronchin Mario Semenzato Siro Meli (kormányos) | Kormányos kettes         | 8:02,79  | 3.       | 8:10,46  | 3.       | kiesett  | kiesett  | kiesett | kiesett | kiesett | helyezetlen |
| Primo Baran Angelo Rossetto Pier Conti Manzini Abramo Albini | Kormányos nélküli négyes | 6:53,85  | 4.       | 7:00,65  | 1.       | 7:14,20  | 5.       | B       | 6:57,59 | 4.      | 10.         |
| Antonio Baldacci Renzo Sambo Pasquale Chiabai Claudio Padoan Alberto Cecchi (kormányos)                                                                                    | Kormányos négyes         | 6:53,59  | 2.       | erőnyerő | erőnyerő | 7:34,67  | 6.       | B       | 7:13,03 | 5.      | 11.         |
| Renzo Bulgarello Gianfranco Grasselli Francesco Pigozzo Giuliano Galiazzo Giuseppe Noal Maurizio Danielli Serafino Carminati Giuliano Rossi Mariano Gottifredi (kormányos) | Nyolcas                  | 6:21,80  | 4.       | 6:20,21  | 5.       | kiesett  | kiesett  | kiesett | kiesett | kiesett | helyezetlen |

## Íjászat
| Versenyző         | Versenyszám  | 1. forduló | 1. forduló | 2. forduló | 2. forduló | Összesítés | Összesítés |
| Versenyző         | Versenyszám  | Pont       | Hely.      | Pont       | Hely.      | Pont       | Helyezés   |
| ----------------- | ------------ | ---------- | ---------- | ---------- | ---------- | ---------- | ---------- |
| Giancarlo Ferrari | Férfi egyéni | 1167       | 28.        | 1155       | 36.        | 2322       | 33.        |
| Alfredo Massazza  | Férfi egyéni | 1189       | 19.        | 1151       | 39.        | 2340       | 31.        |
| Sante Spigarelli  | Férfi egyéni | 1145       | 34.        | 1155       | 36.        | 2300       | 35.        |

## Kajak-kenu

### Síkvízi
Férfi
| Versenyző                                                  | Versenyszám         | Előfutam | Előfutam | Előfutam | Vigaszág | Vigaszág | Vigaszág | Elődöntő | Elődöntő | Elődöntő | Döntő   | Döntő    |
| Versenyző                                                  | Versenyszám         | Idő      | Hely.    | Össz.    | Idő      | Hely.    | Össz.    | Idő      | Hely.    | Össz.    | Idő     | Helyezés |
| ---------------------------------------------------------- | ------------------- | -------- | -------- | -------- | -------- | -------- | -------- | -------- | -------- | -------- | ------- | -------- |
| Mauro Chiostri                                             | Kajak egyes 1000 m  | 4:15,75  | 6.       | 18.      | 4:06,75  | 4.       | 11.      | kiesett  | kiesett  | kiesett  | kiesett | kiesett  |
| Paolo Malacarne Francesco De Santis                        | Kajak kettes 1000 m | 3:50,06  | 3.       | 11.      | erőnyerő | erőnyerő | erőnyerő | 3:40,06  | 6.       | 15.      | kiesett | kiesett  |
| Alberto Ughi Pierangelo Congiu Mario Pedretti Oreste Perri | Kajak négyes 1000 m | 3:19,77  | 4.       | 7.       | 3:15,68  | 2.       | 2.       | 3:09,89  | 3.       | 4.       | 3:15,60 | 4.       |

### Szlalom
Férfi
| Versenyző         | Versenyszám | Döntő    | Döntő    | Döntő    | Döntő    | Döntő         | Helyezés |
| Versenyző         | Versenyszám | 1. futam | 1. futam | 2. futam | 2. futam | Jobb eredmény | Helyezés |
| Versenyző         | Versenyszám | Pont     | Hely.    | Pont     | Hely.    | Pont          | Helyezés |
| ----------------- | ----------- | -------- | -------- | -------- | -------- | ------------- | -------- |
| Giuseppe D'Angelo | Kajak egyes | 415,03   | 25.      | 337,49   | 13.      | 337,49        | 18.      |
| Roberto D'Angelo  | Kajak egyes | 380,44   | 21.      | 314,21   | 9.       | 314,21        | 12.      |
| Mario Di Stazio   | Kajak egyes | 336,04   | 11.      | 382,13   | 24.      | 336,04        | 17.      |

## Kerékpározás

### Országúti kerékpározás
| Versenyző                                                            | Versenyszám     | Idő             | Helyezés      |
| -------------------------------------------------------------------- | --------------- | --------------- | ------------- |
| Francesco Moser                                                      | Mezőnyverseny   | 4:15:13 (+0:36) | 8.            |
| Franco Ongarato                                                      | Mezőnyverseny   | nem ért célba   | nem ért célba |
| Aldo Parecchini                                                      | Mezőnyverseny   | nem ért célba   | nem ért célba |
| Walter Riccomi                                                       | Mezőnyverseny   | 4:17:09 (+2:32) | 49.           |
| Osvaldo Castellan Pasqualino Moretti Francesco Moser Giovanni Tonoli | Csapat időfutam | 2:14:36 (+3:19) | 9.            |

### Pálya-kerékpározás
Sprintverseny
| Versenyző      | Versenyszám  | 1. forduló                                          | 1. forduló | Vigaszág             | Vigaszág | 2. forduló                                        | 2. forduló | Vigaszág                                            | Vigaszág | Nyolcaddöntő                                          | Nyolcaddöntő | Vigaszág selejtező                                  | Vigaszág selejtező | Vigaszág döntő       | Vigaszág döntő | Negyeddöntő                               | Elődöntő             | Döntő                | Helyezés    |
| Versenyző      | Versenyszám  | Ellenfelek Győztes idő                              | Hely.      | Ellenfél Győztes idő | Hely.    | Ellenfelek Győztes idő                            | Hely.      | Ellenfelek Győztes idő                              | Hely.    | Ellenfelek Győztes idő                                | Hely.        | Ellenfelek Győztes idő                              | Hely.              | Ellenfél Győztes idő | Hely.          | Ellenfél Győztes idő                      | Ellenfél Győztes idő | Ellenfél Győztes idő | Helyezés    |
| -------------- | ------------ | --------------------------------------------------- | ---------- | -------------------- | -------- | ------------------------------------------------- | ---------- | --------------------------------------------------- | -------- | ----------------------------------------------------- | ------------ | --------------------------------------------------- | ------------------ | -------------------- | -------------- | ----------------------------------------- | -------------------- | -------------------- | ----------- |
| Ezio Cardi     | Férfi egyéni | Félix Suárez (ESP) · Daud Ibrahim (MAS) · 11,92     | 1.         |                      |          | Vladimír Vačkář (TCH) · Andrzej Bek (POL) · 11,83 | 2.         | Roger Young (USA) · 11,93                           | 1.       | Hans-Jürgen Geschke (GDR) · Leslie King (TRI) · 11,42 | 2.           | Peter van Doorn (NED) · Robert Maveau (BEL) · 11,59 | 3.                 | kiesett              | kiesett        | kiesett                                   | kiesett              | kiesett              | helyezetlen |
| Massimo Marino | Férfi egyéni | Roger Young (USA) · Geoffery Burnside (BAH) · 11,83 | 1.         |                      |          | Karl Köther (FRG) · Csó Josikazu (JPN) · 11,37    | 3.         | Carlos Reybaud (ARG) · Geoffrey Cooke (GBR) · 11,68 | 1.       | Robert Maveau (BEL) · Gérard Quintyn (FRA) · 11,40    | 1.           |                                                     |                    |                      |                | Omar Phakadze (URS) · 11,34, 11,47, 11,65 | kiesett              | kiesett              | 5.          |

Időfutam
| Versenyző  | Versenyszám  | Idő     | Helyezés |
| ---------- | ------------ | ------- | -------- |
| Ezio Cardi | Férfi egyéni | 1:07,80 | 9.       |

Tandem
| Versenyző                  | Versenyszám     | 1. forduló                                                 | Vigaszág selejtező                                  | Vigaszág selejtező | Vigaszág döntő                                                                                             | Vigaszág döntő | Negyeddöntő          | Elődöntő             | Döntő                | Helyezés |
| Versenyző                  | Versenyszám     | Ellenfél Győztes idő                                       | Ellenfél Győztes idő                                | Hely.              | Ellenfelek Győztes idő                                                                                     | Hely.          | Ellenfél Győztes idő | Ellenfél Győztes idő | Ellenfél Győztes idő | Helyezés |
| -------------------------- | --------------- | ---------------------------------------------------------- | --------------------------------------------------- | ------------------ | --- | -------------- | -------------------- | -------------------- | -------------------- | -------- |
| Giorgio Rossi Dino Verzini | Férfi kétüléses | Lengyelország (POL) · Andrzej Bek · Benedykt Kocot · 10,56 | Jamaica (JAM) · Honson Chin · Howard Fenton · 11,20 | 1.                 | Belgium (BEL) · Manu Snellinx · Noël Soetaert · Nagy-Britannia (GBR) · Geoffrey Cooke · David Rowe · 11,94 | 2.             | kiesett              | kiesett              | kiesett              | 9.       |

Üldözőversenyek
| Versenyző                                                        | Versenyszám  | Selejtező | Selejtező | Negyeddöntő                   | Negyeddöntő | Negyeddöntő | Elődöntő     | Elődöntő  | Elődöntő | Döntő        | Döntő     | Helyezés |
| Versenyző                                                        | Versenyszám  | Idő       | Hely.     | Ellenfél Idő                  | Saját idő   | Hely.       | Ellenfél Idő | Saját idő | Hely.    | Ellenfél Idő | Saját idő | Helyezés |
| ---------------------------------------------------------------- | ------------ | --------- | --------- | ----------------------------- | ----------- | ----------- | ------------ | --------- | -------- | ------------ | --------- | -------- |
| Luciano Borgognoni                                               | Férfi egyéni | 4:52,37   | 4.        | Xaver Kurmann (SUI) · 4:50,54 | 4:52,31     | 6.          | kiesett      | kiesett   | kiesett  | kiesett      | kiesett   | 5.       |
| Pietro Algeri Giacomo Bazzan Luciano Borgognoni Giorgio Morbiato | Férfi csapat | 4:31,64   | 9.        | kiesett                       | kiesett     | kiesett     | kiesett      | kiesett   | kiesett  | kiesett      | kiesett   | 9.       |

## Kosárlabda
| Olasz férfi kosárlabdacsapat-játékoskeret                                                               | Olasz férfi kosárlabdacsapat-játékoskeret                                                                 |
| --- | --- |
| - Renzo Bariviera - Ivan Bisson - Giuseppe Brumatti - Mauro Cerioni - Ottorino Flaborea - Giorgio Giomo | - Giulio Iellini - Pierluigi Marzorati - Massimo Masini - Dino Meneghin - Luigi Serafini - Marino Zanatta |

Csoportkör
B csoport
| Csapat               | M | Gy | V | P+  | P–  | Pk   |
| -------------------- | - | -- | - | --- | --- | ---- |
| Szovjetunió (URS)    | 7 | 7  | 0 | 639 | 479 | +160 |
| Olaszország (ITA)    | 7 | 5  | 2 | 547 | 471 | +76  |
| Jugoszlávia (YUG)    | 7 | 5  | 2 | 582 | 484 | +98  |
| Puerto Rico (PUR)    | 7 | 5  | 2 | 570 | 531 | +39  |
| NSZK (FRG)           | 7 | 3  | 4 | 482 | 518 | –36  |
| Lengyelország (POL)  | 7 | 2  | 5 | 520 | 536 | –16  |
| Fülöp-szigetek (PHI) | 7 | 1  | 6 | 526 | 666 | –140 |
| Szenegál (SEN)       | 7 | 0  | 7 | 405 | 586 | –181 |

| 1972. augusztus 27. 14:30 | Jugoszlávia (YUG) | 85 – 78 | Olaszország (ITA) |  |
| 1972. augusztus 27. 14:30 | (43–38)           |         |                   |  |

| 1972. augusztus 28. 9:00 | Szenegál (SEN) | 56 – 92 | Olaszország (ITA) |  |
| 1972. augusztus 28. 9:00 | (28–47)        |         |                   |  |

| 1972. augusztus 29. 9:00 | Szovjetunió (URS) | 79 – 66 | Olaszország (ITA) |  |
| 1972. augusztus 29. 9:00 | (41–28)           |         |                   |  |

| 1972. augusztus 30. 9:00 | NSZK (FRG) | 57 – 68 | Olaszország (ITA) |  |
| 1972. augusztus 30. 9:00 | (24–35)    |         |                   |  |

| 1972. szeptember 1. 18:30 | Olaszország (ITA) | 71 – 59 | Lengyelország (POL) |  |
| 1972. szeptember 1. 18:30 | (37–31)           |         |                     |  |

| 1972. szeptember 2. 18:30 | Olaszország (ITA) | 71 – 54 | Puerto Rico (PUR) |  |
| 1972. szeptember 2. 18:30 | (37–27)           |         |                   |  |

| 1972. szeptember 3. 9:00 | Olaszország (ITA) | 101 – 81 | Fülöp-szigetek (PHI) |  |
| 1972. szeptember 3. 9:00 | (44–35)           |          |                      |  |

Elődöntő
| 1972. szeptember 7. 20:00 | Olaszország (ITA) | 38 – 68 | Egyesült Államok (USA) |  |
| 1972. szeptember 7. 20:00 | (16–33)           |         |                        |  |

Bronzmérkőzés
| 1972. szeptember 8. 20:00 | Kuba (CUB) | 66 – 65 | Olaszország (ITA) |  |
| 1972. szeptember 8. 20:00 | (43–40)    |         |                   |  |

| Csapat            | Helyezés |
| ----------------- | -------- |
| Olaszország (ITA) | 4.       |

## Lovaglás
Díjugratás
| Versenyző                                                           | Ló                                              | Versenyszám | 1. forduló | 1. forduló | 2. forduló | 2. forduló | Összesen | Összesen |
| Versenyző                                                           | Ló                                              | Versenyszám | Pont       | Hely.      | Pont       | Hely.      | Pont     | Helyezés |
| ------------------------------------------------------------------- | ----------------------------------------------- | ----------- | ---------- | ---------- | ---------- | ---------- | -------- | -------- |
| Piero D'Inzeo                                                       | Easter Light                                    | Egyéni      | 12,00      | 22.        | kiesett    | kiesett    | 12,00    | 22.      |
| Raimondo D'Inzeo                                                    | Fiorello                                        | Egyéni      | 12,00      | 22.        | kiesett    | kiesett    | 12,00    | 22.      |
| Graziano Mancinelli                                                 | Ambassador                                      | Egyéni      | 0,00       | 1.         | 8,00       | 4.         | 8,00     |          |
| Piero D'Inzeo Raimondo D'Inzeo Graziano Mancinelli Vittorio Orlandi | Easter Light Fiorello Ambassador Fulmer Feather | Csapat      | 32,00      | 5.         | 16,00      | 1.         | 48,00    |          |

Lovastusa
| Versenyző                                                        | Ló                                       | Versenyszám | Díjlovaglás | Díjlovaglás | Tereplovaglás | Tereplovaglás | Díjugratás | Díjugratás | Végeredmény | Végeredmény |
| Versenyző                                                        | Ló                                       | Versenyszám | Bünt.       | Hely.       | Bünt.         | Hely.         | Bünt.      | Hely.      | Bünt.       | Helyezés    |
| ---------------------------------------------------------------- | ---------------------------------------- | ----------- | ----------- | ----------- | ------------- | ------------- | ---------- | ---------- | ----------- | ----------- |
| Stefano Angioni                                                  | Sauvage                                  | Egyéni      | -69,00      | 58.         | nem ért célba | nem ért célba | kiesett    | kiesett    | kiesett     | kiesett     |
| Alessandro Argenton                                              | Woodland                                 | Egyéni      | -48,67      | 14.         | 92,00         | 2.            | 0,00       | 1.         | 43,33       |             |
| Dino Costantini                                                  | Lord Jim                                 | Egyéni      | -78,33      | 67.         | 12,40         | 24.           | -32,25     | 47.        | -98,18      | 29.         |
| Mario Turner                                                     | Forgotten Fred                           | Egyéni      | -70,33      | 62.         | -78,40        | 37.           | 0,00       | 1.         | -148,73     | 37.         |
| Stefano Angioni Alessandro Argenton Dino Costantini Mario Turner | Sauvage Woodland Lord Jim Forgotten Fred | Csapat      | -188,00     | 12.         | 142,00        | 6.            | -32,25     | 6.         | -203,58     | 8.          |

## Műugrás
Férfi
| Versenyző       | Versenyszám        | Selejtező | Selejtező | Döntő  | Döntő    |
| Versenyző       | Versenyszám        | Pont      | Helyezés  | Pont   | Helyezés |
| --------------- | ------------------ | --------- | --------- | ------ | -------- |
| Franco Cagnotto | Egyéni műugrás     | 400,95    | 1.        | 591,63 |          |
| Franco Cagnotto | Egyéni toronyugrás | 312,93    | 3.        | 475,83 |          |
| Klaus Dibiasi   | Egyéni toronyugrás | 338,25    | 1.        | 504,12 |          |
| Klaus Dibiasi   | Egyéni műugrás     | 380,16    | 6.        | 559,05 | 4.       |

## Ökölvívás
| Versenyző             | Versenyszám   | Selejtező                 | 32-es főtábla                 | Nyolcaddöntő                 | Negyeddöntő       | Elődöntő          | Döntő             | Helyezés |
| Versenyző             | Versenyszám   | Ellenfél Eredmény         | Ellenfél Eredmény             | Ellenfél Eredmény            | Ellenfél Eredmény | Ellenfél Eredmény | Ellenfél Eredmény | Helyezés |
| --------------------- | ------------- | ------------------------- | ----------------------------- | ---------------------------- | ----------------- | ----------------- | ----------------- | -------- |
| Gaetano Curcetti      | Papírsúly     |                           | Syed Abdul Kadir (SIN) · RSC  | kiesett                      | kiesett           | kiesett           | kiesett           | 17.      |
| Franco Udella         | Légsúly       | erőnyerő                  | Felix Maina (KEN) · 5-0       | Boris Zoriktuyev (URS) · 1-4 | kiesett           | kiesett           | kiesett           | 9.       |
| Pasqualino Morbidelli | Pehelysúly    | Morgan Mwenya (ZAM) · 5-0 | Seyfi Tatar (TUR) · 5-0       | Kobajasi Kazuo (JPN) · KO    | kiesett           | kiesett           | kiesett           | 9.       |
| Gianbattista Capretti | Könnyűsúly    | Jose Martinez (CAN) · RSC | Orbán László (HUN) · 1-4      | kiesett                      | kiesett           | kiesett           | kiesett           | 17.      |
| Ernesto Bergamasco    | Kisváltósúly  |                           | Bantow Srisook (THA) · 1-4    | kiesett                      | kiesett           | kiesett           | kiesett           | 17.      |
| Damiano Lassandro     | Váltósúly     | erőnyerő                  | Emilio Correa (CUB) · 0-5     | kiesett                      | kiesett           | kiesett           | kiesett           | 17.      |
| Antonio Castellini    | Nagyváltósúly | erőnyerő                  | Wiesław Rudkowski (POL) · 0-5 | kiesett                      | kiesett           | kiesett           | kiesett           | 17.      |
| Guglielmo Spinello    | Félnehézsúly  |                           | Samson Laizer (TAN) · KO      | Rudi Hornig (FRG) · 1-4      | kiesett           | kiesett           | kiesett           | 9.       |

## Öttusa
| Versenyző                                    | Versenyszám | Lovaglás | Lovaglás | Lovaglás | Vívás    | Vívás | Vívás | Lövészet | Lövészet | Lövészet | Úszás  | Úszás | Úszás | Futás   | Futás | Futás | Összesen    | Összesen |
| Versenyző                                    | Versenyszám | Idő      | Pont     | Hely.    | Eredmény | Pont  | Hely. | Pontszám | Pont     | Hely.    | Idő    | Pont  | Hely. | Idő     | Pont  | Hely. | Összes pont | Helyezés |
| -------------------------------------------- | ----------- | -------- | -------- | -------- | -------- | ----- | ----- | -------- | -------- | -------- | ------ | ----- | ----- | ------- | ----- | ----- | ----------- | -------- |
| Nicolo Deligia                               | Egyéni      | 2:19,9   | 1055     | 18.      | 26–32    | 715   | 37.   | 182      | 736      | 44.      | 4:05,3 | 912   | 49.   | 13:52,4 | 1069  | 29.   | 4487        | 39.      |
| Mario Medda                                  | Egyéni      | 2:51,5   | 895      | 49.      | 28–30    | 753   | 31.   | 198      | 1088     | 1.       | 3:49,4 | 1040  | 30.   | 13:46,1 | 1087  | 27.   | 4863        | 16.      |
| Giovanni Perugini                            | Egyéni      | 2:17,6   | 1065     | 13.      | 31–27    | 810   | 21.   | 182      | 736      | 42.      | 3:51,2 | 1024  | 32.   | 14:33,1 | 946   | 53.   | 4581        | 34.      |
| Nicolo Deligia Mario Medda Giovanni Perugini | Csapat      |          | 3015     | 5.       |          | 2260  | 12.   |          | 2560     | 6.       |        | 2976  | 12.   |         | 3102  | 12.   | 13913       | 10.      |

## Sportlövészet
Nyílt
| Versenyző           | Versenyszám           | Pont | Helyezés |
| ------------------- | --------------------- | ---- | -------- |
| Roberto Ferraris    | Gyorstüzelő pisztoly  | 568  | 49.      |
| Giovanni Liverzani  | Gyorstüzelő pisztoly  | 591  | 6.       |
| Giovanni Mezzani    | Futócéllövészet       | 548  | 10.      |
| Giancarlo Cecconi   | Futócéllövészet       | 520  | 27.      |
| Walter Frescura     | Sportpuska, fekvő     | 591  | 43.      |
| Giuseppe De Chirico | Sportpuska, fekvő     | 597  | 4.       |
| Giuseppe De Chirico | Sportpuska, összetett | 1138 | 21.      |
| Piero Errani        | Sportpuska, összetett | 1128 | 37.      |
| Silvano Basagni     | Trap                  | 195  |          |
| Angelo Scalzone     | Trap                  | 199  |          |
| Romano Garagnani    | Skeet                 | 192  | 10.      |
| Carlo Alberto Lodi  | Skeet                 | 191  | 18.      |

## Súlyemelés
| Versenyző         | Versenyszám | Nyomás   | Nyomás   | Szakítás | Szakítás | Lökés    | Lökés    | Összesen | Helyezés |
| Versenyző         | Versenyszám | Eredmény | Helyezés | Eredmény | Helyezés | Eredmény | Helyezés | Összesen | Helyezés |
| ----------------- | ----------- | -------- | -------- | -------- | -------- | -------- | -------- | -------- | -------- |
| Gaetano Tosto     | 56 kg       | 100,0    | 20.      | 95,0     | 15.      | 125,0    | 13.      | 320,0    | 16.      |
| Peppino Tanti     | 60 kg       | 120,0    | 10.      | 107,5    | 9.       | 140,0    | 8.       | 367,5    | 8.       |
| Salvatore Laudani | 75 kg       | 155,0    | 6.       | 120,0    | 17.      | 165,0    | 11.      | 440,0    | 10.*     |
| Anselmo Silvino   | 75 kg       | 155,0    | 5.       | 140,0    | 6.       | 175,0    | 3.       | 470,0    |          |
| Dino Turcato      | 82,5 kg     | 160,0    | 7.       | 125,0    | 13.      | 170,0    | 11.      | 455,0    | 9.       |
| Roberto Vezzani   | 110 kg      | 192,5    | 3.       | 147,5    | 13.      | 205,0    | 4.       | 545,0    | 5.       |

* - egy másik versenyzővel azonos eredményt ért el

## Torna
Férfi
| Versenyző                                                                                     | Versenyszám      | Selejtező | Selejtező | Döntő    | Döntő    |
| Versenyző                                                                                     | Versenyszám      | Pontszám  | Helyezés  | Pontszám | Helyezés |
| --------------------------------------------------------------------------------------------- | ---------------- | --------- | --------- | -------- | -------- |
| Luigi Coppa                                                                                   | Talaj            | 16,50     | 98.       | kiesett  | kiesett  |
| Luigi Coppa                                                                                   | Ugrás            | 17,40     | 95.       | kiesett  | kiesett  |
| Luigi Coppa                                                                                   | Korlát           | 17,25     | 85.       | kiesett  | kiesett  |
| Luigi Coppa                                                                                   | Nyújtó           | 17,60     | 60.       | kiesett  | kiesett  |
| Luigi Coppa                                                                                   | Gyűrű            | 16,80     | 88.       | kiesett  | kiesett  |
| Luigi Coppa                                                                                   | Lólengés         | 16,50     | 79.       | kiesett  | kiesett  |
| Luigi Coppa                                                                                   | Egyéni összetett | 102,05    | 85.       | kiesett  | kiesett  |
| Franco Donegà                                                                                 | Talaj            | 16,55     | 96.       | kiesett  | kiesett  |
| Franco Donegà                                                                                 | Ugrás            | 17,40     | 95.       | kiesett  | kiesett  |
| Franco Donegà                                                                                 | Korlát           | 17,85     | 60.       | kiesett  | kiesett  |
| Franco Donegà                                                                                 | Nyújtó           | 17,70     | 56.       | kiesett  | kiesett  |
| Franco Donegà                                                                                 | Gyűrű            | 16,60     | 94.       | kiesett  | kiesett  |
| Franco Donegà                                                                                 | Lólengés         | 17,50     | 55.       | kiesett  | kiesett  |
| Franco Donegà                                                                                 | Egyéni összetett | 103,60    | 75.       | kiesett  | kiesett  |
| Adolfo Lampronti                                                                              | Talaj            | 16,00     | 103.      | kiesett  | kiesett  |
| Adolfo Lampronti                                                                              | Ugrás            | 17,05     | 105.      | kiesett  | kiesett  |
| Adolfo Lampronti                                                                              | Korlát           | 17,65     | 72.       | kiesett  | kiesett  |
| Adolfo Lampronti                                                                              | Nyújtó           | 16,05     | 96.       | kiesett  | kiesett  |
| Adolfo Lampronti                                                                              | Gyűrű            | 17,35     | 63.       | kiesett  | kiesett  |
| Adolfo Lampronti                                                                              | Lólengés         | 14,55     | 101.      | kiesett  | kiesett  |
| Adolfo Lampronti                                                                              | Egyéni összetett | 98,65     | 101.      | kiesett  | kiesett  |
| Carmine Luppino                                                                               | Talaj            | 16,55     | 96.       | kiesett  | kiesett  |
| Carmine Luppino                                                                               | Ugrás            | 17,25     | 102.      | kiesett  | kiesett  |
| Carmine Luppino                                                                               | Korlát           | 17,85     | 60.       | kiesett  | kiesett  |
| Carmine Luppino                                                                               | Nyújtó           | 15,15     | 108.      | kiesett  | kiesett  |
| Carmine Luppino                                                                               | Gyűrű            | 16,85     | 85.       | kiesett  | kiesett  |
| Carmine Luppino                                                                               | Lólengés         | 15,50     | 92.       | kiesett  | kiesett  |
| Carmine Luppino                                                                               | Egyéni összetett | 99,15     | 99.       | kiesett  | kiesett  |
| Maurizio Milanetto                                                                            | Talaj            | 17,25     | 68.       | kiesett  | kiesett  |
| Maurizio Milanetto                                                                            | Ugrás            | 17,40     | 95.       | kiesett  | kiesett  |
| Maurizio Milanetto                                                                            | Korlát           | 17,15     | 91.       | kiesett  | kiesett  |
| Maurizio Milanetto                                                                            | Nyújtó           | 16,55     | 89.       | kiesett  | kiesett  |
| Maurizio Milanetto                                                                            | Gyűrű            | 17,10     | 73.       | kiesett  | kiesett  |
| Maurizio Milanetto                                                                            | Lólengés         | 16,10     | 85.       | kiesett  | kiesett  |
| Maurizio Milanetto                                                                            | Egyéni összetett | 101,55    | 87.       | kiesett  | kiesett  |
| Fedele Spatazza                                                                               | Talaj            | 17,00     | 83.       | kiesett  | kiesett  |
| Fedele Spatazza                                                                               | Ugrás            | 15,00     | 110.      | kiesett  | kiesett  |
| Fedele Spatazza                                                                               | Korlát           | 17,10     | 93.       | kiesett  | kiesett  |
| Fedele Spatazza                                                                               | Nyújtó           | 15,50     | 103.      | kiesett  | kiesett  |
| Fedele Spatazza                                                                               | Gyűrű            | 17,15     | 69.       | kiesett  | kiesett  |
| Fedele Spatazza                                                                               | Lólengés         | 14,10     | 105.      | kiesett  | kiesett  |
| Fedele Spatazza                                                                               | Egyéni összetett | 95,85     | 108.      | kiesett  | kiesett  |
| Luigi Coppa Franco Donegà Adolfo Lampronti Carmine Luppino Maurizio Milanetto Fedele Spatazza | Csapat összetett |           |           | 510,10   | 16.      |

Női
| Versenyző                                                                                   | Versenyszám      | Selejtező | Selejtező | Döntő    | Döntő    |
| Versenyző                                                                                   | Versenyszám      | Pontszám  | Helyezés  | Pontszám | Helyezés |
| ------------------------------------------------------------------------------------------- | ---------------- | --------- | --------- | -------- | -------- |
| Angela Alberti                                                                              | Talaj            | 16,85     | 112.      | kiesett  | kiesett  |
| Angela Alberti                                                                              | Ugrás            | 17,05     | 97.       | kiesett  | kiesett  |
| Angela Alberti                                                                              | Felemás korlát   | 17,25     | 77.       | kiesett  | kiesett  |
| Angela Alberti                                                                              | Gerenda          | 17,30     | 47.       | kiesett  | kiesett  |
| Angela Alberti                                                                              | Egyéni összetett | 68,45     | 83.       | kiesett  | kiesett  |
| Cinzia Delisi                                                                               | Talaj            | 17,30     | 87.       | kiesett  | kiesett  |
| Cinzia Delisi                                                                               | Ugrás            | 16,90     | 105.      | kiesett  | kiesett  |
| Cinzia Delisi                                                                               | Felemás korlát   | 17,50     | 67.       | kiesett  | kiesett  |
| Cinzia Delisi                                                                               | Gerenda          | 17,35     | 42.       | kiesett  | kiesett  |
| Cinzia Delisi                                                                               | Egyéni összetett | 69,05     | 73.*      | kiesett  | kiesett  |
| Maria Grazia Mancuso                                                                        | Talaj            | 17,50     | 74.       | kiesett  | kiesett  |
| Maria Grazia Mancuso                                                                        | Ugrás            | 16,65     | 110.      | kiesett  | kiesett  |
| Maria Grazia Mancuso                                                                        | Felemás korlát   | 17,65     | 63.       | kiesett  | kiesett  |
| Maria Grazia Mancuso                                                                        | Gerenda          | 16,75     | 79.       | kiesett  | kiesett  |
| Maria Grazia Mancuso                                                                        | Egyéni összetett | 68,55     | 80.**     | kiesett  | kiesett  |
| Gabriella Marchi                                                                            | Talaj            | 18,05     | 33.       | kiesett  | kiesett  |
| Gabriella Marchi                                                                            | Ugrás            | 17,15     | 91.       | kiesett  | kiesett  |
| Gabriella Marchi                                                                            | Felemás korlát   | 18,45     | 26.       | kiesett  | kiesett  |
| Gabriella Marchi                                                                            | Gerenda          | 17,30     | 47.       | kiesett  | kiesett  |
| Gabriella Marchi                                                                            | Egyéni összetett | 70,95     | 48.*      | kiesett  | kiesett  |
| Rita Peri                                                                                   | Talaj            | 17,80     | 53.       | kiesett  | kiesett  |
| Rita Peri                                                                                   | Ugrás            | 16,05     | 116.      | kiesett  | kiesett  |
| Rita Peri                                                                                   | Felemás korlát   | 18,25     | 39.       | kiesett  | kiesett  |
| Rita Peri                                                                                   | Gerenda          | 16,85     | 72.       | kiesett  | kiesett  |
| Rita Peri                                                                                   | Egyéni összetett | 68,95     | 75.       | kiesett  | kiesett  |
| Monica Stefani                                                                              | Talaj            | 17,65     | 62.       | kiesett  | kiesett  |
| Monica Stefani                                                                              | Ugrás            | 17,15     | 91.       | kiesett  | kiesett  |
| Monica Stefani                                                                              | Felemás korlát   | 18,05     | 47.       | kiesett  | kiesett  |
| Monica Stefani                                                                              | Gerenda          | 16,85     | 72.       | kiesett  | kiesett  |
| Monica Stefani                                                                              | Egyéni összetett | 69,70     | 63.*      | kiesett  | kiesett  |
| Angela Alberti Cinzia Delisi Maria Grazia Mancuso Gabriella Marchi Rita Peri Monica Stefani | Csapat összetett |           |           | 349,80   | 12.      |

* - egy másik versenyzővel azonos eredményt ért el

** - két másik versenyzővel azonos eredményt ért el

## Úszás
Férfi
| Versenyző                                                            | Versenyszám          | Előfutam | Előfutam | Előfutam | Elődöntő | Elődöntő | Elődöntő | Döntő   | Döntő    |
| Versenyző                                                            | Versenyszám          | Idő      | Hely.    | Össz.    | Idő      | Hely.    | Össz.    | Idő     | Helyezés |
| -------------------------------------------------------------------- | -------------------- | -------- | -------- | -------- | -------- | -------- | -------- | ------- | -------- |
| Roberto Pangaro                                                      | 100 m gyors          | 54,74    | 5.       | 27.      | kiesett  | kiesett  | kiesett  | kiesett | kiesett  |
| Roberto Pangaro                                                      | 200 m gyors          | 2:00,97  | 5.       | 30.      |          |          |          | kiesett | kiesett  |
| Riccardo Targetti                                                    | 200 m gyors          | 2:02,58  | 6.       | 36.      |          |          |          | kiesett | kiesett  |
| Arnaldo Cinquetti                                                    | 200 m gyors          | 2:01,78  | 6.       | 35.      |          |          |          | kiesett | kiesett  |
| Arnaldo Cinquetti                                                    | 400 m gyors          | 4:19,49  | 6.       | 30.      |          |          |          | kiesett | kiesett  |
| Vincenzo Finocchiaro                                                 | 1500 m gyors         | 17:13,42 | 4.       | 21.      |          |          |          | kiesett | kiesett  |
| Sergio Irredento                                                     | 1500 m gyors         | 17:19,45 | 5.       | 25.      |          |          |          | kiesett | kiesett  |
| Massimo Nistri                                                       | 200 m hát            | 2:12,85  | 3.       | 16.      |          |          |          | kiesett | kiesett  |
| Edmondo Mingione                                                     | 100 m mell           | 1:11,75  | 6.       | 39.      | kiesett  | kiesett  | kiesett  | kiesett | kiesett  |
| Michele Di Pietro                                                    | 200 m mell           | 2:36,49  | 6.       | 32.      |          |          |          | kiesett | kiesett  |
| Gaetano Carboni                                                      | 200 m pillangó       | 2:12,16  | 6.       | 24.      |          |          |          | kiesett | kiesett  |
| Angelo Tozzi                                                         | 200 m pillangó       | kizárták | kizárták | kizárták |          |          |          | kiesett | kiesett  |
| Lorenzo Marugo                                                       | 200 m vegyes         | 2:19,00  | 6.       | 29.      |          |          |          | kiesett | kiesett  |
| Mauro Calligaris                                                     | 400 m vegyes         | 4:52,02  | 5.       | 20.      |          |          |          | kiesett | kiesett  |
| Roberto Pangaro Paolo Barelli Marcello Guarducci Alberto Castagnetti | 4 × 100 m gyorsváltó | 3:38,81  | 5.       | 9.       |          |          |          | kiesett | kiesett  |
| Roberto Pangaro Arnaldo Cinquetti Lorenzo Marugo Riccardo Targetti   | 4 × 200 m gyorsváltó | 8:03,98  | 7.       | 11.      |          |          |          | kiesett | kiesett  |

Női
| Versenyző                                                                   | Versenyszám            | Előfutam | Előfutam | Előfutam | Elődöntő | Elődöntő | Elődöntő | Döntő   | Döntő    |
| Versenyző                                                                   | Versenyszám            | Idő      | Hely.    | Össz.    | Idő      | Hely.    | Össz.    | Idő     | Helyezés |
| --------------------------------------------------------------------------- | ---------------------- | -------- | -------- | -------- | -------- | -------- | -------- | ------- | -------- |
| Laura Podestà                                                               | 100 m gyors            | 1:02,88  | 7.       | 34.      | kiesett  | kiesett  | kiesett  | kiesett | kiesett  |
| Federica Stabilini                                                          | 400 m gyors            | 4:36,32  | 4.       | 12.      |          |          |          | kiesett | kiesett  |
| Federica Stabilini                                                          | 800 m gyors            | 9:27,84  | 4.       | 15.      |          |          |          | kiesett | kiesett  |
| Antonella Valentini                                                         | 800 m gyors            | 9:49,07  | 6.       | 25.      |          |          |          | kiesett | kiesett  |
| Novella Calligaris                                                          | 800 m gyors            | 9:02,96  | 1.       | 2.       |          |          |          | 8:57,46 |          |
| Novella Calligaris                                                          | 400 m gyors            | 4:24,14  | 1.       | 1.       |          |          |          | 4:22,44 |          |
| Novella Calligaris                                                          | 400 m vegyes           | 5:11,16  | 2.       | 5.       |          |          |          | 5:03,99 |          |
| Patrizia Miserini                                                           | 200 m mell             | 2:53,14  | 4.       | 30.      |          |          |          | kiesett | kiesett  |
| Donatella Talpo-Schiavon                                                    | 100 m pillangó         | 1:08,98  | 6.       | 22.      | kiesett  | kiesett  | kiesett  | kiesett | kiesett  |
| Laura Podestà Patrizia Lanfredini Laura Gorgerino Federica Stabilini        | 4 × 100 m gyorsváltó   | 4:10,70  | 7.       | 13.      |          |          |          | kiesett | kiesett  |
| Alessandra Finesso Patrizia Miserini Donatella Talpo-Schiavon Laura Podestà | 4 × 100 m vegyes váltó | 4:48,25  | 8.       | 15.      |          |          |          | kiesett | kiesett  |

## Vitorlázás
Nyílt
| Versenyző                                                 | Versenyszám     | Futam | Futam | Futam  | Futam  | Futam  | Futam  | Futam | Pontszám | Helyezés |
| Versenyző                                                 | Versenyszám     | 1     | 2     | 3      | 4      | 5      | 6      | 7     | Pontszám | Helyezés |
| --------------------------------------------------------- | --------------- | ----- | ----- | ------ | ------ | ------ | ------ | ----- | -------- | -------- |
| Mauro Pelaschiar                                          | Finn dingi      | 18,0  | 22,0  | 20,0   | 27,0   | 5,7    | (41,0) | 22,0  | 114,7    | 13.      |
| Flavio Scala Mauro Testa                                  | Csillaghajó     | 10,0  | 11,7  | 5,7    | 16,0   | (19,0) | 15,0   | 0,0   | 58,4     | 5.       |
| Giampiero Dotti Francesco Sibello                         | Tempest         | 18,0  | 24,0  | 16,0   | (25,0) | 19,0   | 22,0   | 8,0   | 107,0    | 14.      |
| Carlo Croce Luciano Zinali                                | Repülő hollandi | 14,0  | 22,0  | 24,0   | 21,0   | (25,0) | 8,0    | 14,0  | 103,0    | 11.      |
| Roberto Mottola Di Amato Giuseppe Milone Antonio Oliviero | Soling          | 24,0  | 26,0  | (28,0) | 23,0   | 24,0   | 5,7    |       | 102,7    | 19.      |

## Vívás
Férfi
| Versenyző                                                                                     | Versenyszám       | Selejtező | Selejtező | Selejtező | Selejtező | Negyeddöntő | Negyeddöntő               | Elődöntő | Elődöntő            | Döntő | Döntő                   | Helyezés    |
| Versenyző                                                                                     | Versenyszám       | 1. kör | 1. kör    | 2. kör | 2. kör    | Negyeddöntő | Negyeddöntő               | Elődöntő | Elődöntő            | Döntő | Döntő                   | Helyezés    |
| Versenyző                                                                                     | Versenyszám       | Ellenfél Eredmény | Hely.     | Ellenfél Eredmény | Hely.     | Ellenfél Eredmény | Hely.                     | Ellenfél Eredmény | Hely.               | Ellenfél Eredmény | Hely.                   | Helyezés    |
| --------------------------------------------------------------------------------------------- | ----------------- | --- | --------- | --- | --------- | --- | ------------------------- | --- | ------------------- | --- | ----------------------- | ----------- |
| Nicola Granieri                                                                               | Tőr, egyéni       | 9. csoport · Christian Noël (FRA) · 4-5 · Nakadzsima Hirosi (JPN) · 5-3 · Herbert Obst (CAN) · 5-1 · Per Sundberg (SWE) · 5-1 · Jesús Gil (CUB) · 1-5            | 2.        | 3. csoport · Uehara Kijosi (JPN) · 5-3 · Bernard Talvard (FRA) · 5-2 · Kamuti László (HUN) · 5-1 · Carlos Calderón (MEX) · 5-0 · Marek Dąbrowski (POL) · 4-5       | 1.        | 4. csoport · Friedrich Wessel (FRG) · 4-5 · Christian Noël (FRA) · 5-4 · Vaszil Sztankovics (URS) · 5-3 · Uehara Kijosi (JPN) · 5-0 · Haukler István (ROU) · 4-5 | 2.                        | 1. csoport · Marek Dąbrowski (POL) · 3-5 · Kamuti Jenő (HUN) · 4-5 · Witold Woyda (POL) · 4-5 · Daniel Revenu (FRA) · 5-2 · Szabó Sándor (HUN) · 5-2           | 4.                  | kiesett | kiesett                 | helyezetlen |
| Arcangelo Pinelli                                                                             | Tőr, egyéni       | 4. csoport · Bernard Talvard (FRA) · 1-5 · Klaus Reichert (FRG) · 2-5 · Dan Alon (ISR) · 3-5 · Eduardo Jhons (CUB) · 5-3 · John Bouchier-Hayes (IRL) · 5-4       | 5.        | kiesett | kiesett   | kiesett | kiesett                   | kiesett | kiesett             | kiesett | kiesett                 | helyezetlen |
| Stefano Simoncelli                                                                            | Tőr, egyéni       | 2. csoport · Graham Paul (GBR) · 1-5 · Vlagyimir Gyenyiszov (URS) · 4-5 · Marek Dąbrowski (POL) · 2-5 · Yehuda Weisenstein (ISR) · 5-2 · John Nonna (USA) · 5-1  | 5.        | kiesett | kiesett   | kiesett | kiesett                   | kiesett | kiesett             | kiesett | kiesett                 | helyezetlen |
| Claudio Francesconi                                                                           | Párbajtőr, egyéni | 3. csoport · Rolf Edling (SWE) · 2-5 · Reinhard Münster (DEN) · 5-5 · Risto Hurme (FIN) · 5-1 · Christian Kauter (SUI) · 5-1 · Ali Tayla (TUR) · 1-5             | 2.        | 7. csoport · Jacques Brodin (FRA) · 1-5 · Hans-Jürgen Hehn (FRG) · 3-5 · Jean-Charles Seneca (MON) · 5-5 · Pongrácz Antal (ROU) · 5-3 · Graham Paul (GBR) · 3-5    | 5.        | kiesett | kiesett                   | kiesett | kiesett             | kiesett | kiesett                 | helyezetlen |
| Nicola Granieri                                                                               | Párbajtőr, egyéni | 2. csoport · Hans-Jürgen Hehn (FRG) · 1-5 · Luis Stephens (MEX) · 5-4 · Bohdan Gonsior (POL) · 5-4 · Lester Wong (CAN) · 5-3 · Ali Chekr (LIB) · 5-2             | 2.        | 3. csoport · Henryk Nielaba (POL) · 3-5 · Hrihorij Krissz (URS) · 5-5 · Ole Mørch (NOR) · 5-2 · Roland Losert (AUT) · 5-3 · Peter Askjær-Friis (DEN) · 2-5         | 3.        | 2. csoport · Fenyvesi Csaba (HUN) · 3-5 · Daniel Giger (SUI) · 0-5 · Jacques Ladègaillerie (FRA) · 1-5 · Henryk Nielaba (POL) · 4-5 · Bernd Uhlig (GDR) · 3-5    | 6.                        | kiesett | kiesett             | kiesett | kiesett                 | helyezetlen |
| Gianluigi Saccaro                                                                             | Párbajtőr, egyéni | 4. csoport · Jacques Ladègaillerie (FRA) · 1-5 · Robert Schiel (LUX) · 2-5 · Roberto Levis (PUR) · 3-5 · Omar Vergara (ARG) · 5-1                                | 5.        | kiesett | kiesett   | kiesett | kiesett                   | kiesett | kiesett             | kiesett | kiesett                 | helyezetlen |
| Michele Maffei                                                                                | Kard, egyéni      | 1. csoport · Alex Orban (USA) · 5-2 · Boris Stavrev (BUL) · 5-4 · Guzman Salazar (CUB) · 5-2 · Bernd Brodar (AUT) · 5-2 · Matthew Chan (HKG) · 5-1               | 1.        | 3. csoport · Jerzy Pawłowski (POL) · 4-5 · Paul Wischeidt (FRG) · 5-0 · Alex Orban (USA) · 5-2 · Richard Oldcorn (GBR) · 5-1 · Fritz Prause (AUT) · 5-2            | 2.        | 4. csoport · Bernard Vallée (FRA) · 5-4 · Paul Wischeidt (FRG) · 5-0 · Dan Irimiciuc (ROU) · 5-3 · Pézsa Tibor (HUN) · 5-4 · Janusz Majewski (POL) · 5-3         | 1.                        | 1. csoport · Vlagyimir Nazlimov (URS) · 3-5 · Marót Péter (HUN) · 5-2 · Jerzy Pawłowski (POL) · 5-3 · Bernard Vallée (FRA) · 5-2 · Budaházi József (ROU) · 4-5 | 3.                  | Viktor Szigyak (URS) · 1-5 · Marót Péter (HUN) · 4-5 · Vlagyimir Nazlimov (URS) · 5-4 · Régis Bonnissent (FRA) · 5-4 · Kovács Tamás (HUN) · 5-3 | 4.                      | 4.          |
| Mario Aldo Montano                                                                            | Kard, egyéni      | 2. csoport · Fritz Prause (AUT) · 5-2 · Jerzy Pawłowski (POL) · 5-1 · Sandor Gombay (SUI) · 5-2 · Mark Rakita (URS) · 5-3 · Robert Elliott (HKG) · 5-0           | 1.        | 2. csoport · Janusz Majewski (POL) · 5-4 · Walter Convents (FRG) · 5-0 · Manuel Ortíz (CUB) · 5-3 · Guzman Salazar (CUB) · 5-3 · Anani Mikhaylov (BUL) · 5-1       | 1.        | 1. csoport · Vlagyimir Nazlimov (URS) · 4-5 · Boris Stavrev (BUL) · 3-5 · Paul Apostol (USA) · 5-4 · Alfonso Morales (USA) · 5-2 · Walter Convents (FRG) · 5-1   | 4.                        | kiesett | kiesett             | kiesett | kiesett                 | helyezetlen |
| Rolando Rigoli                                                                                | Kard, egyéni      | 9. csoport · Marót Péter (HUN) · 2-5 · Alfonso Morales (USA) · 5-3 · Francisco de la Torre (CUB) · 5-4 · Mehmet Akpınar (TUR) · 5-1 · Istvan Kulcsar (SUI) · 5-1 | 2.        | 1. csoport · Kovács Tamás (HUN) · 3-5 · Budaházi József (ROU) · 5-2 · Alfonso Morales (USA) · 5-1 · Stoyko Lipchev (BUL) · 5-3 · Francisco de la Torre (CUB) · 5-2 | 2.        | 2. csoport · Kovács Tamás (HUN) · 3-5 · Jerzy Pawłowski (POL) · 0-5 · Manuel Ortíz (CUB) · 2-5 · Régis Bonnissent (FRA) · 5-3 · Knut Höhne (FRG) · 5-3           | 5.                        | kiesett | kiesett             | kiesett | kiesett                 | helyezetlen |
| Alfredo Del Francia Nicola Granieri Carlo Montano Arcangelo Pinelli Stefano Simoncelli        | Tőr, csapat       | 1. csoport · NSZK (FRG) · 4-12 · Lengyelország (POL) · 5-11 | 3.        | |           | kiesett | kiesett                   | kiesett | kiesett             | kiesett | kiesett                 | helyezetlen |
| Claudio Francesconi Nicola Granieri Gianluigi Placella Gianluigi Saccaro Pier Alberto Testoni | Párbajtőr, csapat | 2. csoport · Ausztria (AUT) · 7-9 · Szovjetunió (URS) · 3-13 | 3.        | kiesett | kiesett   | kiesett | kiesett                   | kiesett | kiesett             | kiesett | kiesett                 | helyezetlen |
| Michele Maffei Mario Aldo Montano Mario Tullio Montano Rolando Rigoli Cesare Salvadori        | Kard, csapat      | 3. csoport · Nagy-Britannia (GBR) · 13-3 · Szovjetunió (URS) · 7-9                                                                                               | 2.        | |           | Lengyelország (POL) · 9-2 | Lengyelország (POL) · 9-2 | Románia (ROU) · 9-7 | Románia (ROU) · 9-7 | Szovjetunió (URS) · 9-5 | Szovjetunió (URS) · 9-5 |             |

Női
| Versenyző                                                                                           | Versenyszám | Selejtező | Selejtező | Negyeddöntő | Negyeddöntő | Elődöntő | Elődöntő                 | Döntő | Döntő                               | Helyezés    |
| Versenyző                                                                                           | Versenyszám | Ellenfél Eredmény | Hely.     | Ellenfél Eredmény | Hely.       | Ellenfél Eredmény | Hely.                    | Ellenfél Eredmény | Hely.                               | Helyezés    |
| --------------------------------------------------------------------------------------------------- | ----------- | --- | --------- | --- | ----------- | --- | ------------------------ | --- | ----------------------------------- | ----------- |
| Maria Consolata Collino                                                                             | Tőr, egyéni | 8. csoport · Jelena Novikova (URS) · 0-4 · Margarita Rodríguez (CUB) · 4-3 · Karin Rutz-Gießelmann (FRG) · 4-2 · Madeleine Heitz (SUI) · 4-2                      | 2.        | 4. csoport · Cathérine Rousselet-Ceretti (FRA) · 0-4 · Claudine le Comte (BEL) · 2-4 · Elżbieta Franke-Cymerman (POL) · 4-2 · Ruth White (USA) · 4-0 · Susan Green (GBR) · 4-2       | 3.          | 1. csoport · Jelena Novikova (URS) · 3-4 · Kerstin Palm (SWE) · 3-4 · Marie-Chantal Demaille (FRA) · 2-4 · Cathérine Rousselet-Ceretti (FRA) · 3-4 · Katarína Lokšová-Ráczová (TCH) · 4-1 | 5.                       | kiesett | kiesett                             | helyezetlen |
| Giulia Lorenzoni                                                                                    | Tőr, egyéni | 5. csoport · Jeneiné Gyulai Ilona (ROU) · 1-4 · Galina Gorohova (URS) · 4-1 · Donna Hennyey (CAN) · 4-2 · Elke Radlingmaier (AUT) · 2-4                           | 3.        | 3. csoport · Bóbis Ildikó (HUN) · 2-4 · Katarína Lokšová-Ráczová (TCH) · 4-2 · Margarita Rodríguez (CUB) · 4-3 · Alekszandra Zabelina (URS) · 4-1 · Jeneiné Gyulai Ilona (ROU) · 1-4 | 3.          | 2. csoport · Bóbis Ildikó (HUN) · 2-4 · Galina Gorohova (URS) · 2-4 · Antonella Ragno-Lonzi (ITA) · 4-3 · Brigitte Gapais-Dumont (FRA) · 4-2 · Claudine le Comte (BEL) · 0-4              | 5.                       | kiesett | kiesett                             | helyezetlen |
| Antonella Ragno-Lonzi                                                                               | Tőr, egyéni | 7. csoport · Halina Balon (POL) · 3-4 · Brigitte Oertel (FRG) · 3-4 · Fabienne Regamey (SUI) · 4-0 · Ann O'Donnell (USA) · 4-0 · Clare Henley-Halsted (GBR) · 1-4 | 3.        | 2. csoport · Jelena Novikova (URS) · 4-0 · Brigitte Oertel (FRG) · 4-3 · Halina Balon (POL) · 4-3 · Rejtő Ildikó (HUN) · 4-3 · Brigitte Gapais-Dumont (FRA) · 3-4                    | 1.          | 2. csoport · Galina Gorohova (URS) · 0-4 · Bóbis Ildikó (HUN) · 4-3 · Brigitte Gapais-Dumont (FRA) · 4-2 · Claudine le Comte (BEL) · 4-0 · Giulia Lorenzoni (ITA) · 3-4                   | 3.                       | Bóbis Ildikó (HUN) · 4-3 · Marie-Chantal Demaille (FRA) · 4-2 · Jelena Novikova (URS) · 4-1 · Kerstin Palm (SWE) · 4-3 · Galina Gorohova (URS) · 3-4 | 1.                                  |             |
| Giuseppina Bersani Der Reka Cipriani Maria Consolata Collino Giulia Lorenzoni Antonella Ragno-Lonzi | Tőr, csapat | 2. csoport · NSZK (FRG) · 8 (47)-8 (46) · Egyesült Államok (USA) · 10-6 · Lengyelország (POL) · 10-3                                                              | 1.        | erőnyerő | erőnyerő    | Magyarország (HUN) · 6-9 | Magyarország (HUN) · 6-9 | Bronzmérkőzés · Románia (ROU) · 7-9 | Bronzmérkőzés · Románia (ROU) · 7-9 | 4.          |

## Vízilabda
| Olasz férfi vízilabdacsapat-játékoskeret                                                                                 | Olasz férfi vízilabdacsapat-játékoskeret                                                  |
| --- | ----------------------------------------------------------------------------------------- |
| - Alberto Alberani - Silvio Baracchini - Mario Cevasco - Gianni De Magistris - Alessandro Ghibellini - Franco Lavoratori | - Ferdinando Lignano - Guglielmo Marsili - Sante Marsili - Eraldo Pizzo - Roldano Simeoni |

### Eredmények
Csoportkör
C csoport
| Csapat              | M | Gy | D | V | G+ | G– | Gk  | P |
| ------------------- | - | -- | - | - | -- | -- | --- | - |
| Szovjetunió (URS)   | 4 | 4  | 0 | 0 | 30 | 9  | +21 | 8 |
| Olaszország (ITA)   | 4 | 3  | 0 | 1 | 27 | 16 | +11 | 6 |
| Spanyolország (ESP) | 4 | 2  | 0 | 2 | 19 | 22 | –3  | 4 |
| Bulgária (BUL)      | 4 | 1  | 0 | 3 | 18 | 25 | –7  | 2 |
| Japán (JPN)         | 4 | 0  | 0 | 4 | 14 | 36 | –22 | 0 |

| 1972. augusztus 27. 17:00 | Olaszország (ITA)    | 1 – 4 | Szovjetunió (URS) |  |
| 1972. augusztus 27. 17:00 | (1–0, 0–2, 0–2, 0–0) |       |                   |  |
| 1972. augusztus 27. 17:00 | Ghibellini 1         |       | Dreval, Akimov 2  |  |

| 1972. augusztus 28. 14:00 | Olaszország (ITA)    | 8 – 5 | Bulgária (BUL)      |  |
| 1972. augusztus 28. 14:00 | (3–1, 3–2, 2–1, 0–1) |       |                     |  |
| 1972. augusztus 28. 14:00 | De Magistris 3       |       | Brankov, T. Tomov 2 |  |

| 1972. augusztus 29. 19:00 | Olaszország (ITA)    | 6 – 2 | Spanyolország (ESP) |  |
| 1972. augusztus 29. 19:00 | (1–0, 0–1, 2–1, 3–0) |       |                     |  |
| 1972. augusztus 29. 19:00 | Ghibellini, Pizzo 2  |       | Sans, Jané 1        |  |

| 1972. augusztus 31. 10:00 | Olaszország (ITA)    | 12 – 5 | Japán (JPN)        |  |
| 1972. augusztus 31. 10:00 | (4–1, 3–0, 1–1, 4–3) |        |                    |  |
| 1972. augusztus 31. 10:00 | De Magistris 3       |        | Nakano, Dzsihira 2 |  |

Döntő csoportkör
| 1972. szeptember 1. 14:00 | Magyarország (HUN)   | 8 – 7 | Olaszország (ITA) |  |
| 1972. szeptember 1. 14:00 | (1–0, 2–1, 3–4, 2–2) |       |                   |  |
| 1972. szeptember 1. 14:00 | Szívós 3             |       | Pizzo 3           |  |

| 1972. szeptember 2. 14:00 | Jugoszlávia (YUG)    | 6 – 6 | Olaszország (ITA) |  |
| 1972. szeptember 2. 14:00 | (2–2, 2–1, 1–1, 1–2) |       |                   |  |
| 1972. szeptember 2. 14:00 | Marović 2            |       | Simeoni 3         |  |

| 1972. szeptember 3. 14:00 | NSZK (FRG)           | 2 – 2 | Olaszország (ITA)   |  |
| 1972. szeptember 3. 14:00 | (1–2, 0–0, 0–0, 1–0) |       |                     |  |
| 1972. szeptember 3. 14:00 | Wolf, Nossek 1       |       | Pizzo, Lavoratori 1 |  |

| 1972. szeptember 4. 15:00 | Egyesült Államok (USA) | 6 – 5 | Olaszország (ITA) |  |
| 1972. szeptember 4. 15:00 | (2–1, 1–1, 2–1, 1–2)   |       |                   |  |
| 1972. szeptember 4. 15:00 | Bradley, Sheerer 2     |       | Ghibellini 2      |  |

A táblázat tartalmazza a C csoportban lejátszott Olaszország – Szovjetunió 1–4-es eredményt.
| Csapat                 | M | Gy | D | V | G+ | G– | Gk | P |
| ---------------------- | - | -- | - | - | -- | -- | -- | - |
| Szovjetunió (URS)      | 5 | 3  | 2 | 0 | 22 | 16 | +6 | 8 |
| Magyarország (HUN)     | 5 | 3  | 2 | 0 | 23 | 18 | +5 | 8 |
| Egyesült Államok (USA) | 5 | 2  | 2 | 1 | 24 | 23 | +1 | 6 |
| NSZK (FRG)             | 5 | 0  | 3 | 2 | 15 | 18 | –3 | 3 |
| Jugoszlávia (YUG)      | 5 | 1  | 1 | 3 | 20 | 24 | –4 | 3 |
| Olaszország (ITA)      | 5 | 0  | 2 | 3 | 21 | 26 | –5 | 2 |

| Csapat            | Helyezés |
| ----------------- | -------- |
| Olaszország (ITA) | 6.       |